# Шверин
Шверин (глс. и длсрп. Zwěrin) је главни град немачке савезне државе Мекленбург-Западна Померанија. У Шверину живи 95.855 становника и други је, после Ростока, град по величини у својој савезној држави. То је најмањи међу главним градовима немачких држава.

## Положај
Либек се налази 54 km северозападно од Шверина, Росток је 69 km североисточно, а Хамбург 94 km западно. Град је окружен великим бројем језера, од којих је са 60 km² највеће Шверинско језеро. Око 28,9 процената градске површине је под водом, а 18,5 процената под шумом.

## Историја
Подручје око Шверина настањивала су словенска племена Бодрићи (Ободрити). Овај град се први пут помиње 1012/18. под именом Цуарина. Око 1170. име града је Цуерин (Zuerin), Цверин (Zwerin), а 1174. Цварин (Zvarin). Хенрик Лав је 1160. победио Ободрите и заузео Шверин. Од 15. или 16. века град носи садашње име. Верује се да име потиче од полапске речи звер (zvěŕ, zvěŕin).
Шверин је био главни град Војводства Мекленбург од 1358, а од 1621. Војводства Мекленбург-Шверин. Градски дворац је настао у периоду 1260–1416. Од 1765. до 1837. престоница је била у граду Лудвигслуст. Велики војвода је абдицирао 1918.
После уједињења Немачке 1990, Шверин је изабран за главни град државе Мекленбург-Западна Померанија, и поред конкуренције Ростока.

## Географија
Град се налази на надморској висини од 38 m. Површина општине износи 130,5 km².

## Становништво
У самом граду је, према процјени из 2010. године, живио 95.551 становник. Просјечна густина становништва износи 732 становника/km².

## Партнерски градови
- Талин
- Вупертал
- Васа
- Ређо Емилија
- Оденсе
- Пила
- Милвоки
- Векше